# Mitchell Island (Nunavut)
Mitchell Island – niezamieszkana wyspa w Zatoce Frobishera, w Archipelagu Arktycznym, w regionie Qikiqtaaluk, na terytorium Nunavut, w Kanadzie. W pobliżu Mitchell Island położone są wyspy: Algerine Island, Alligator Island, Low Island, McAllister Island i Pan Island.